# Brandie Wilkerson
Brandie Wilkerson (født 1. juli 1992) er en canadisk beachvolleyspiller.
Hun repræsenterede Canada under sommer-OL 2020 i Tokyo, hvor hun blev slået ud i kvartfinalen.
Under sommer-OL 2024 som blev afholdt i Paris, vandt hun sølv.